# Mark Isham
Mark Ware Isham (07 de setembro de 1951) é um compositor estadunidense de trilhas sonoras, jazz e música eletrônica.